# Wiktoryszki (rejon wileński)
Wiktoryszki (lit. Viktariškės) – wieś na Litwie, w okręgu wileńskim, w rejonie wileńskim, w gminie Mickuny.
Wiktoryszki położone są nad Wilejką, przy trakcie Batorego (drodze krajowej nr 103) i linii kolejowej Wilno – Kiena. Graniczą z Wilnem.
Współcześnie w skład miejscowości wchodzi także dawny folwark Borki. 

## Historia
W XIX i w początkach XX w. położone były w Rosji, w guberni wileńskiej, w powiecie wileńskim, w gminie Mickuny. Po I wojnie światowej pod administracją polską, w Zarządzie Cywilnym Ziem Wschodnich. W latach 1920–1922 w składzie Litwy Środkowej.
Od 11 kwietnia 1922 leżały w Polsce, w województwie wileńskim, w powiecie wileńsko-trockim, w gminie Mickuny. W 1931 miejscowości liczyły:
- Wiktoryszki – 75 mieszkańców, zamieszkałych w 13 budynkach,
- Borki – 8 mieszkańców, zamieszkałych w 1 budynku[3].

Po II wojnie światowej w granicach Związku Sowieckiego. Od 1991 na niepodległej Litwie.